# 栃木交通バス
栃木交通バス株式会社（とちぎこうつうバス）は、栃木県下野市に本社を置く観光貸切バス、タクシー事業者である。
前身は石橋町（現下野市、1980年時点では宇都宮市伝馬町に本社、宇都宮市駒生町に営業所、社長は根村隆成）の「新日本観光自動車」（東京都足立区にある同名事業者とは無関係）だったが、2002年2月に宇都宮市戸祭二丁目にあった同業の「栃木観光自動車」を買収・統合して現社名となった。CIはTとOを図案化したもの。

## 営業所
- 本社
  - 栃木県下野市下古山2984
- 茨城営業所
  - 一時期、茨城県古河市に設置していた。

## 沿革
- 1963年9月 - 新日本観光自動車設立。
- 2002年2月 - 栃木観光自動車を買収・統合し、栃木交通バスに商号変更。
- 2015年11月1日 - 関連会社の栃交不動産開発株式会社を吸収合併[2]。
- 2017年1月20日 - 栃交タクシーの本店を下野市下古山から宇都宮市茂原へ移転[5]したが、本社営業所は下野市下古山のままとしている[6]。
- 2020年5月1日 - 新型コロナウイルス感染症 (2019年)により、栃交タクシーと大和交通を9月末まで休業[7]
- 2021年
  - 7月1日 - 栃交タクシーを吸収合併[2][5]
  - 10月5日 - グループ会社の株式会社栃木交通観光事業を株式会社栃交エージェンシーに社名変更[8]
- 2022年2月1日 グループ会社の株式会社栃木交通ツアーを吸収合併[2]

### 栃木観光自動車
1954年（昭和29年）6月に設立、1969年（昭和44年）時点では、栃木新聞社の関連会社として、役員の一部は兼任しており本社所在地も同じ宇都宮市本町3-6であった。1980年の時点では買収時と同じ宇都宮市戸祭2-1-14であり、役員の兼任も無く当時の栃木新聞社とは関係性はない。

### 宇都宮観光自動車
1954年6月25日設立、1980年時点では、宇都宮市一番町3-16に本社、石橋町下古山に陽南自動車学校を有し、ハイヤー業および自動車学校業をしていた。

## 車両
バス
日野及び三菱ふそう製の車両が中心で、2021年現在で41台を保有する。日野・セレガや三菱ふそう・エアロクィーンなど大型車が多いが、少人数向けにマイクロバス（三菱ふそう・ローザと日野・リエッセ）、ワンボックス車（トヨタ・ハイエース）も保有する。
カラーリングは合併前の両社いずれも白地に緑の組み合わせは共通していたが、塗り分けや緑の色調が異なっていた。
合併後は旧新日本観光自動車のデザインを継承する白地にグリーンの帯で、帯の上下に細いピンクと青の帯が加わる。1990年代前半の三菱ふそう・エアロクィーン（2代目）導入時に採用されたもので、以前は車体裾にも緑の帯が入っていた。栃木観光自動車からの引継ぎ車のうち日野・セレガ（初代）はこのカラーリングに塗り替えられた。
タクシー
トヨタ・コンフォートを主に使用。黒塗り1色のハイヤー仕様となっている。

### 過去の車両
- 新日本観光自動車では、三菱ふそう・（初代）エアロバスおよびエアロクィーン（2代目）を中心に、平成初期には少数のいすゞ・スーパークルーザーHDを、昭和期には日産ディーゼル車を保有していた。
- 栃木観光自動車では、日野・ブルーリボンRU60・RU63およびセレガ（初代）を主体に、三菱ふそう・（初代）エアロバスを少数保有していた。昭和期には、2階建て観光バス日野・グランビューも保有していた。
- 栃木交通バスでは、中型車「クイーンミニ」（三菱ふそう・エアロバスMM）を保有していたがセレガ中型に代替した[14]。

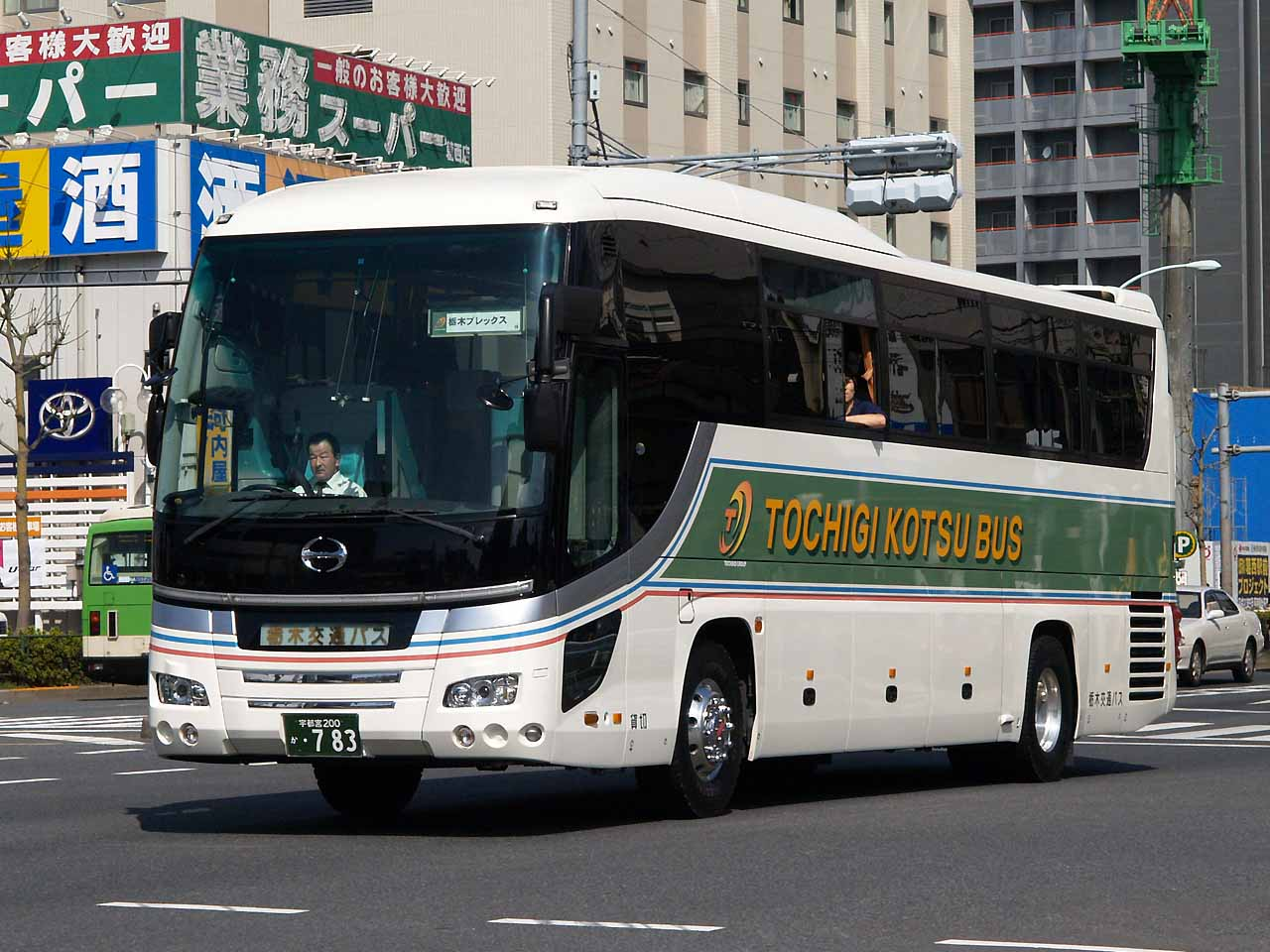
日野セレガSHD
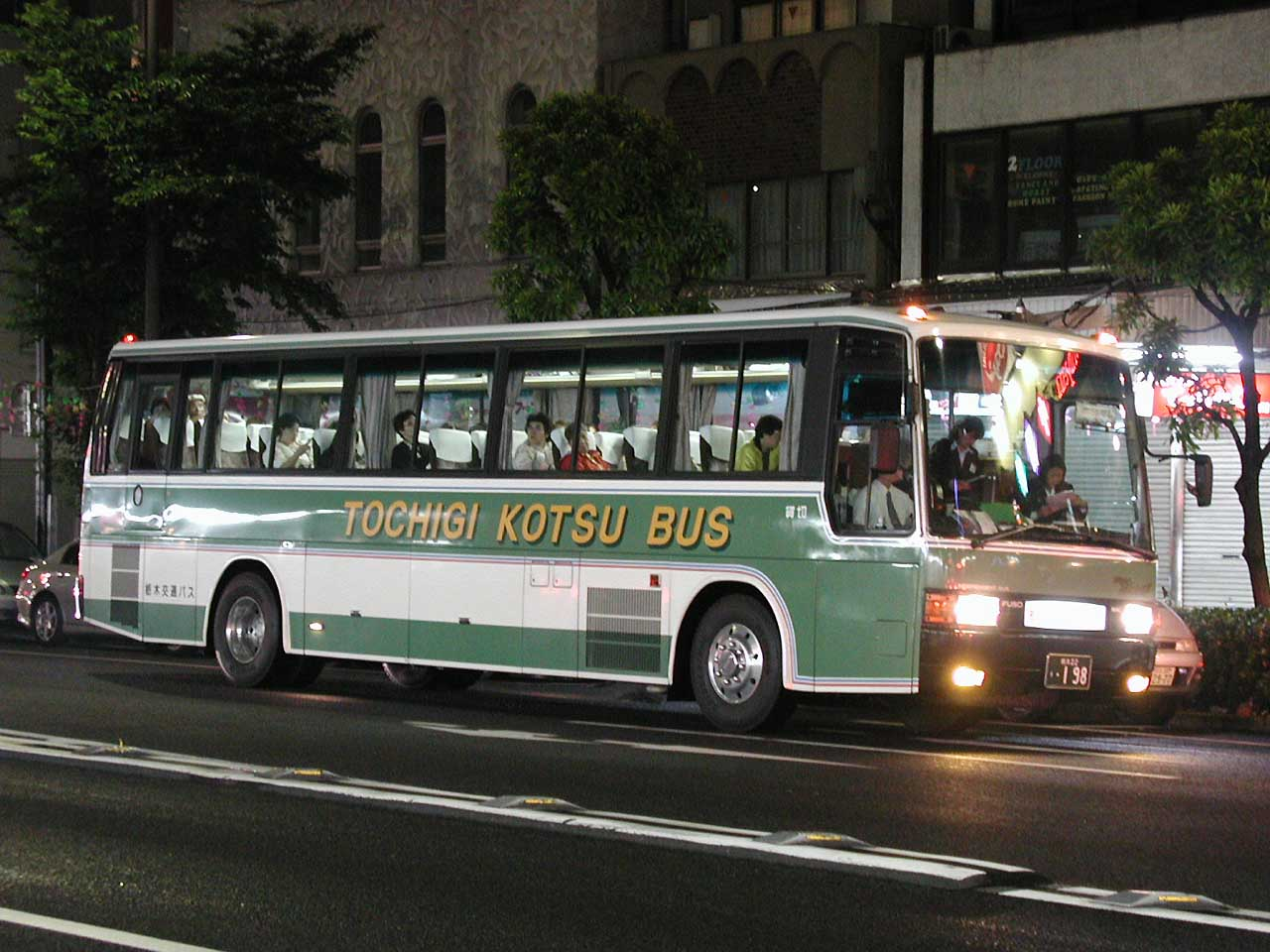
参考：旧新日本観光自動車所属車
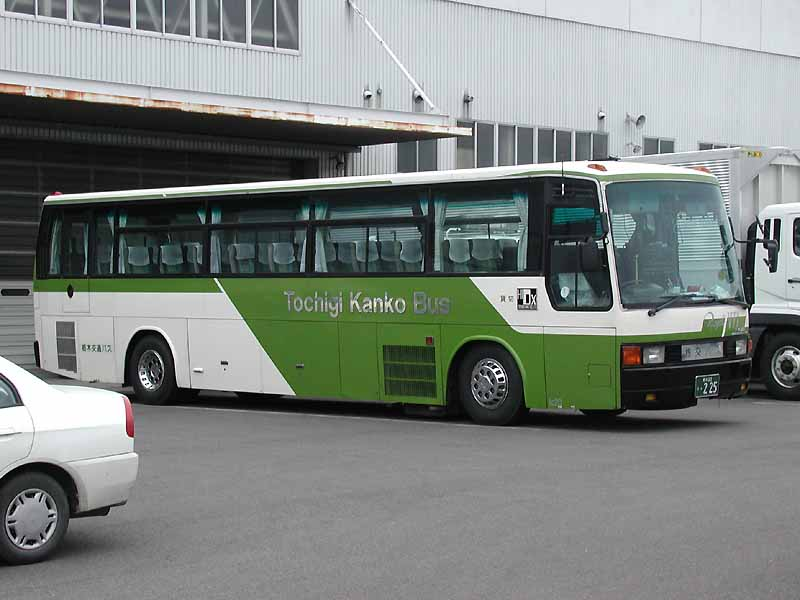
参考：旧栃木観光バス所属車

## 関連会社
栃木交通バスとこれらを含めて「栃交グループ」を形成している。
- 栃木交通ツアー

昭和38年10月設立の旅行業者

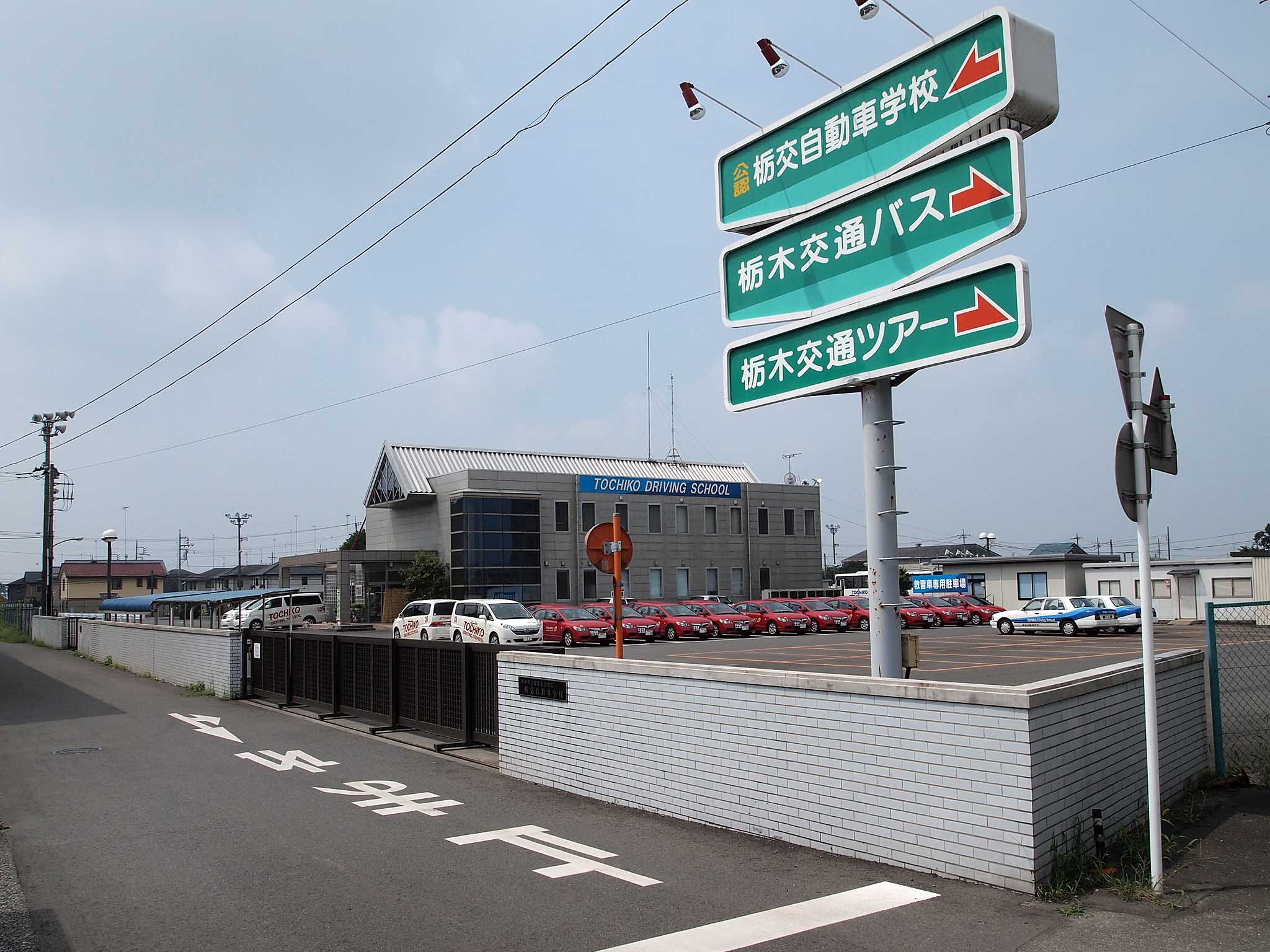
栃交自動車学校
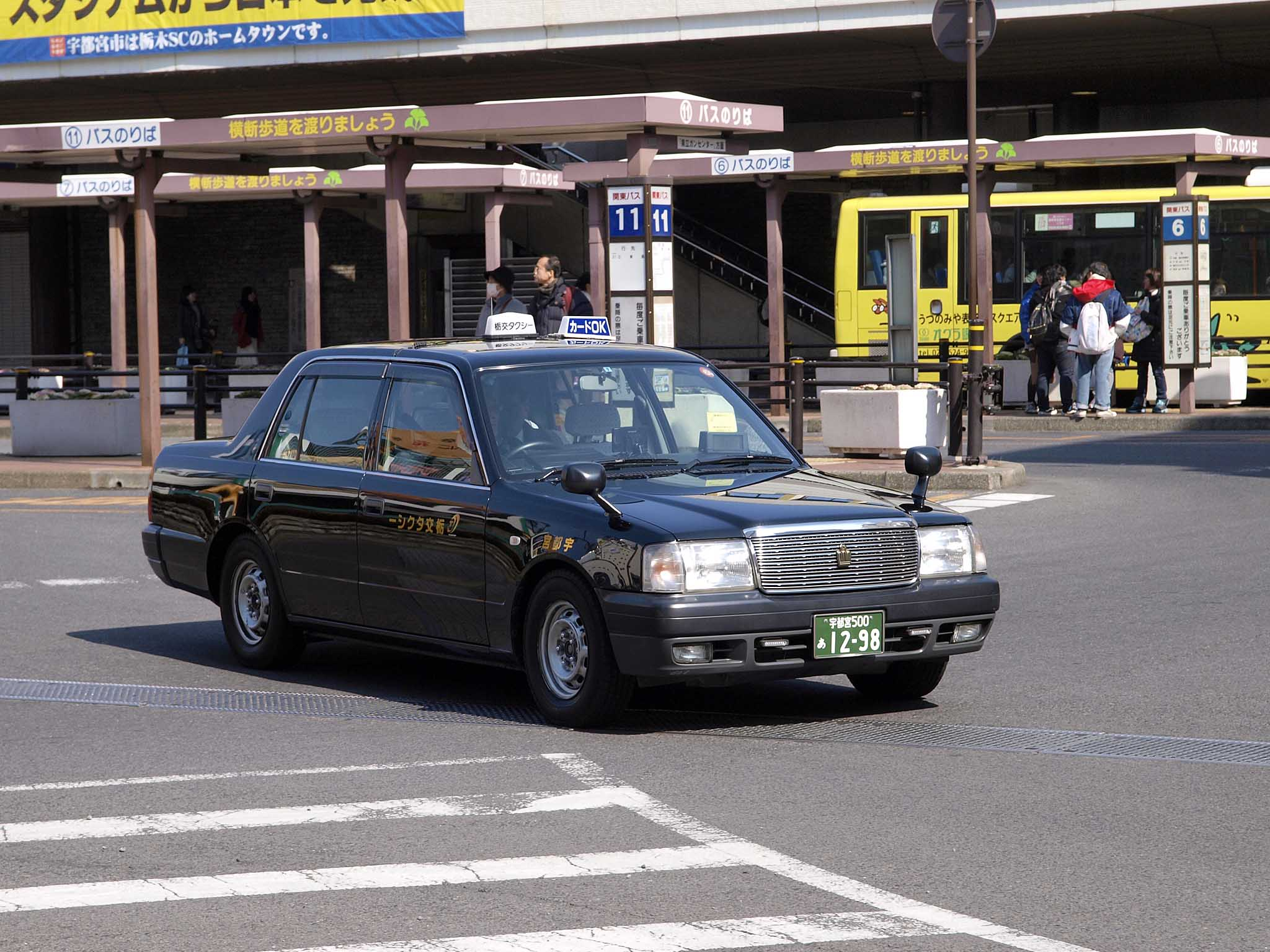
栃交タクシー

平成元年9月設立の自動車教習所
- 栃交不動産開発

ヨークタウン石橋と周辺の土地建物の管理
- 栃交タクシー

昭和38年10月設立。かつては宇都宮市一の沢町に営業所があったが、2015年4月以降は栃木交通バス敷地に同居している。
- 大和交通（だいわこうつう）[16]

昭和38年10月設立の日光のタクシー会社
- 栃木交通観光事業[17]

グループ各社の経理・総務を担当
- 栃交自動車学校
- 栃交タクシー